# DJ Arafat

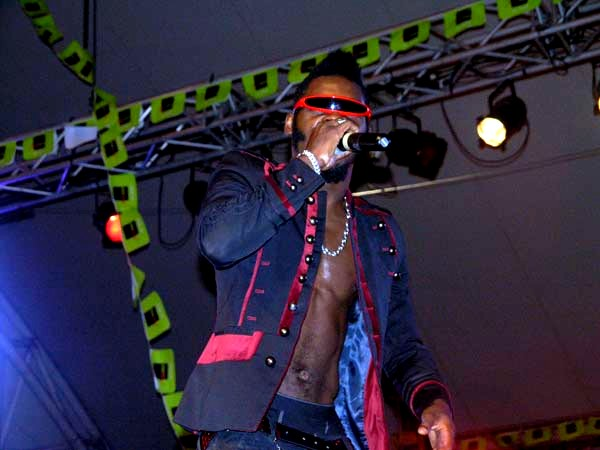
DJ ARAFAT (2014)

DJ Arafat（DJアラファト、本名：アンジェ・ディディエ・フオン（Ange Didier Houon）、1986年1月26日 - 2019年8月12日）は、コートジボワールのアビジャン出身の音楽家である。クペデカレと呼ばれる音楽ジャンルで最も有名なアーティストの一人であり、シンガー、ダンサー、プロデューサーとして活動している。サブサハラのアフリカで主にフランス語圏を中心に人気を集めている。
2015年に雑誌Forbes Africa及びTRACE AFRICAでは最も影響力のあるアフリカ人ミュージシャンに選出されている。

## 経歴
1986年1月26日、父 Pierre Houon（故人）と歌手である母 Tina Glamourとの間に誕生。両親の民族グループは、父がゲレ,母はベテである。
アビジャンのヨプゴン地区に生まれ育った。アラファトのステージネームは彼の少年時代、レバノン人の友人からPLO（当時・現ファタハ）のリーダーヤーセル・アラファートにちなんでその名で呼ばれていた事に由来する。愛称として、YOROBO（ヨロボ）が定着している。

## 音楽キャリア
アビジャン・ヨプゴン地区にあるマキ（バー・ナイトクラブ・レストランを兼ねた場所）Le ShangaiにてDJとして音楽キャリアをスタートさせた。当時はDebordo Leekunfaとデュオで活動していた。その後プロデューサーであるRoland Le Binguisteに見初められ、「Hommage A Jonathan DJ」という曲をリリースする。まだ新人であったにもかかわらず、同曲のミュージックビデオにはクペデカレの第一人者であるDOUK SAGAやMulukuku DJらと共にアビジャン・トレシュヴィル地区の競技場で撮影されている。Debordo Leekunfaとのデュオは2009年に解消、ソロとして数々のヒット曲を送り出し、フランス、ベルギーをはじめとしたヨーロッパツアー・アメリカでのツアーを行っている。
2014年にはUniversal Music Groupと契約した。
コートジボワールのみならず各国アワードでも数々の賞を受賞し、2012年にはコラ・アウォーズで「西アフリカ最優秀男性アーティスト」と「ベストアーティスト・オブ・アフリカ」の二賞を勝ち取り、その後変名として 2回のKORAを獲った男を意味する 「2 FOIS KORA MAN」を名乗っている。

2014年にはプロダクションチームとしてYORO GANG PRODUCTIONを設立した。メンバーは各々が人気のディージェイ（この場合シンガーを指す）でもあるAriel Sheney,BB CHOUCHOU Salvador,Carina Style,Doliziana Debordoである。

他アーティスト楽曲へのゲスト出演も多い。本国コートジボワールをはじめとした仏語圏での客演が最も多く、トーゴのTOOFAN、コンゴ民主共和国のFALLY IPUPAにKoffi Olomide、ブルキナファソのFLOBYなどの曲に参加している。2013年にアメリカ在住ナイジェリア人シンガー・J Martinsの曲「Touching Body」にフィーチャーされてからはナイジェリアのアーティストとの共演が増え、その後Bracket,Davido,Iyanya,Yemi Alade等のアーティスト達の曲に客演している。

## 死去
2019年8月11日、アビジャン市内をバイクで走行中、車と衝突。病院に搬送されたが翌12日午前8時に死去。33歳没。

## 音楽のスタイル
初期の代表曲“Hommage A Jonathan DJ”の頃はZOUGLOU(ズグル)の影響が強いスタイルであったが、時代と共に電子音楽の影響が強くなり、近年はサブサハラの黒人アーティストにしては珍しくロックやヘビーメタルからの影響も見られるビートの曲もリリースしている。又クペデカレのビートだけではなくヒップホップやレゲエなどの曲もある。

## 周辺の人間関係

### ミュージシャン
かつての相方・Debordo Leekunfaを「自分に嫉妬している」等としばしば攻撃している。ただし、楽曲での共演もあり、多くのライブで共にブッキングされている。
シンガー・Serge Beynaudについても度々批判しているが、かわされている。現在のクペデカレシーンを代表する二人は、2015年9月にコンサート形式で対決した。共にライブパフォーマンスを行う自身ののダンサーチーム「YORO GANG」の主要メンバー、Ordinateurが2016年2月脱退したが、彼の新プロジェクトの為であり、トラブルは無かったとしている。

### サッカー選手
コートジボワール人のスタープレイヤー・ディディエ・ドログバと個人的に親交があり、タイトル「DROGBA」という応援歌がある他、多くの曲中でシャウトアウトしている。ライブにゲストで出演したり、一緒にクラブで踊っている動画もある。
ヤヤ・トゥーレとは仲が悪いと伝えられ、2014 FIFAワールドカップ一次予選、並びにアフリカネイションズカップでの敗退時には楽曲内やTwitter上で「ヤヤ・トゥーレは偽物／ドログバが本当のキャプテン」等と非難している。
カメルーンの選手・サミュエル・エトーはARAFATのファンであり、2009年にはBMWの車をプレゼントしている。ARAFATもエトーをタイトルにした楽曲を作ったほか、多くの曲中でシャウトアウトをしている。